# Mesoleptus limitaris
Mesoleptus limitaris là một loài tò vò trong họ Ichneumonidae.